# Mirosław Okoński
Mirosław Okoński (Koszalin, 8 dicembre 1958) è un ex calciatore polacco, di ruolo attaccante.

## Palmarès

### Club

#### Competizioni nazionali
- Coppa di Polonia: 4

Legia Varsavia: 1979-1980, 1980-1981
Lech Poznań: 1981-1982, 1983-1984
- Campionato polacco: 3

Lech Poznań: 1982-1983, 1983-1984, 1992-1993
- Coppa di Germania: 1

Amburgo: 1986-1987
- Campionato greco: 1

AEK: 1988-1989

### Individuale
- Capocannoniere del campionato polacco: 1

1982-1983 (15 gol)